# Morávka
Morávka (in polacco e tedesco Morawka) è un comune della Repubblica Ceca facente parte del distretto di Frýdek-Místek, nella regione della Moravia-Slesia.